# Новоказанка (Ишимский район)
Новоказанка — деревня в Ишимском районе Тюменской области России. Входит в состав Бутусовского сельского поселения.

## История
До 1917 года входила в состав Карасульской волости Ишимского уезда Тюменской губернии. По данным на 1926 год посёлок Ново-Казанский состоял из 64 хозяйств. В административном отношении входил в состав Сибиряковского сельсовета Жиляковского района Ишимского округа Уральской области.

## Население
| 2010 |
| ---- |
| 1    |

По данным переписи 1926 года в посёлке проживало 302 человека (149 мужчин и 153 женщины), в том числе: русские составляли 89 % населения, мордва — 8 %.
Согласно результатам переписи 2002 года, в национальной структуре населения казахи составляли 100 % из 8 чел.